# 5 décembre 2019
Le mardi 5 décembre 2019 est le 339e jour de l'année 2019.

## Décès
Par ordre alphabétique.
- Robert Walker Jr., acteur américain.
- George Laurer, ingénieur américain qui a principalement travaillé chez IBM. Il est surtout connu pour la création de standards de code-barres dans les années 1970.

## Événements
- Lancement depuis Cap Canaveral (États-Unis) du satellite AztechSat-1, construite par l'Université Populaire Autonome de l’État de Puebla et par l'Agence Spatiale Mexicaine, première mise-en-orbite d'un satellite mexicain depuis 23 ans[1],[2] ;
- Début d'un mouvement social (nombreuses grèves et manifestation) pour protester contre une réforme du régime des retraites, entre 800 000 (selon le Ministère de l'Intérieur) et 1 500 000 de personnes (selon les syndicats Confédération générale du travail et Force ouvrière) manifestent dans toute la France[3] ; si les estimations des syndicats sont exactes, cela en ferait une manifestation comparable à celles de 2010 et 1995.
- La Bosnie-Herzégovine prend le contrôle total de l'espace aérien du pays pour la première fois depuis la fin de la guerre de Bosnie. Cet espace aérien avait été contrôlé par l'OTAN entre 1995 et 2003, après quoi il était contrôlé conjointement par la Serbie et la Croatie jusqu'à cette annonce.
- 5 et 6 décembre : à cause d'une épidémie de rougeole qui a fait 63 morts, elle-même causée par une couverture vaccinale n'atteignant que 30% de la population des Îles Samoa, le gouvernement samoan décrète un état d'urgence, introduit la vaccination obligatoire, ferme les écoles et interdit aux personnes de moins de 17 ans de se joindre à tout rassemblement public[4],[5] ; durant ces deux jours, les écoles et commerces sont fermés, les liaisons entre les îles par ferry sont interrompues, il est conseillé aux Samoans d'attendre l'arrivée des équipes de vaccination à leur domicile (les domiciles des non-vaccinés sont signalés par un drapeau rouge accroché à l'extérieur) et aux véhicules privés de ne pas circuler ; ce conseil étant massivement suivi, les rues de la capitale Apia sont désertées ; et le militant anti-vaccin Edwin Tamasese est arrêté.